# Wielki mistrz zakonu krzyżackiego

Herb wielkiego mistrza zakonu krzyżackiego

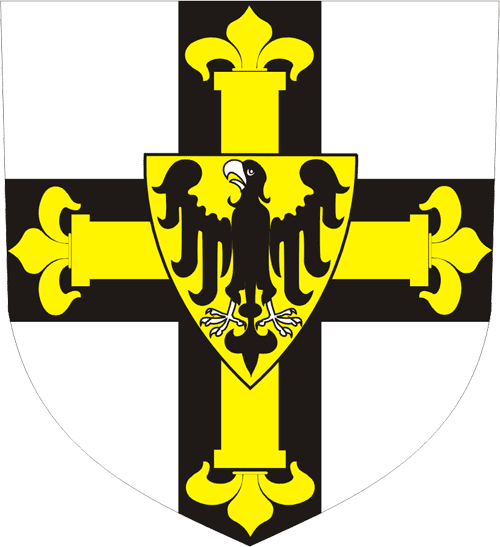
Herb mały wielkich mistrzów

Wielki mistrz zakonu krzyżackiego (niem. der Hochmeister) – oficjalny tytuł zwierzchnika zakonu krzyżackiego w latach 1198–1929.
Wielki mistrz był obierany dożywotnio przez kapitułę generalną złożoną z mistrzów krajowych, dostojników zakonu oraz członków konwentu stołecznego. Wielki mistrz był kierownikiem zakonu i władcą państwa zakonu krzyżackiego, nadto naczelnym wodzem wojsk krzyżackich. Władza jego nie była nieograniczona. Musiał się liczyć z opinią kapituły generalnej, zbierającej się co roku 14 września, oraz z głosem konwentu stołecznego, którego sam był komturem. Towarzyszył mu stale kontroler tzw. kompan.
Początkowo wielcy mistrzowie urzędowali w Wenecji. W 1309 Siegfried von Feuchtwangen przeniósł siedzibę zakonu do Malborka, by umocnić władzę polityczną na terenie Pomorza Gdańskiego. Po przyjeździe wielkich mistrzów do Malborka utworzyła się u boku wielkiego mistrza, nie przewidziana w statucie, rada dostojników zakonnych, składająca się z 5 dygnitarzy: wielkiego komtura, wielkiego marszałka, wielkiego szpitalnika, wielkiego szatnego, wielkiego skarbnika oraz jednego z komturów. Tych sześciu tworzyła radę ścisłą, która czasami ulegała rozszerzeniu przez włączenie szafarzy zakonnych (malborskiego i królewieckiego) i niektórych komturów. Rady te ograniczały coraz bardziej władzę wielkich mistrzów, począwszy od końca XIV wieku. Mimo tych ograniczeń wielki mistrz miał jeszcze znaczną powagę mogąc mianować i odwoływać wszystkich dostojników i urzędników oraz stojąc na czele armii.